# Henrik Kehlet
Le professeur Henrik Kehlet, MD, PhD, ancien professeur de chirurgie à l'université de Copenhague, est aujourd’hui professeur en thérapie péri-opératoire à l’hôpital universitaire Rigshospitalet de Copenhague (Danemark).
Les travaux de recherche du professeur Kehlet, publiés dans plus de 800 articles scientifiques, se sont principalement concentrés sur la physiopathologie chirurgicale, la physiologie et le traitement de la douleur aiguë, le passage de la douleur aiguë vers la douleur chronique, la fatigue et les dysfonctionnements post-opératoires des organes.
L’ensemble de ces recherches ont abouti à la création du concept de récupération rapide après chirurgie (RRAC), également appelé « Fast-Track-Chirurgie » ou en anglais : enhanced recovery after surgery (ERAS), l’objectif étant des « interventions chirurgicales sans douleur et sans risques »,,.
« Why is the patient in hospital today? » (Br J Anaesth. 1997) : selon Kehlet, les chirurgiens et médecins devraient tous les jours se poser la question de savoir pourquoi le patient est toujours hospitalisé.

## Prix et distinctions
Henrik Kehlet et ses travaux sont primés et distingués dans le monde entier :
- Honorary Doctor, université de Linköping, Suède, 1987
- Honorary Fellow, Royal College of Anaesthetists, England 1995
- Honorary Fellow, American College of Surgeons, US 2003
- Honorary Fellow of The German Surgical Society, Allemagne, 2005
- Honorary Member of the Chilean Surgical Society, Chili, 2006
- Honorary Member of the Chilean Colorectal Society, Chili, 2006
- Honorary Member of the German Society of Anaesthesiology and Intensive Care, Allemagne, 2007
- Honorary Member of the Spanish Society of Colo-proctology, Spain 2010
- Honorary Fellow, Faculty of Pain Medicine, Australie, 2012
- Honorary Fellow, American Surgical Association, US 2012
- The ASRA Lecture, American Society of Regional Anesthesia, San Diego, US 1984
- The Arwid Wretlind Lecture, European Society of Parenteral and Enteral Nutrition, Grèce, 1990
- The Husfeldt Lecture, Danish Society of Anaesthesiology, Danemark, 1991
- The Steen-Otto Liljedahl Lecture, université de Linköping, Suède, 1991
- The Annual Honorary Lecture, Faculty of Anaesthetists in Ireland, Dublin 1991
- The Hust Memorial Lecture, Department of Surgery, Atlanta University, Atlanta, US 1992
- The Annual Honorary Lecture, Danish Society of Orthopedic Surgery, Copenhagen 1993
- The Bonica Lecture, American Society of Regional Anesthesia, Seattle, US 1993
- The Martin H:sson Holmdahl Lecture, Swedish Society of Anaesthesiology, Stockholm, Sweden 1994
- The Ben Covino Lecture, université Harvard, Boston, US 1995
- The Ferguson Lecture, Harvard University, Boston, US 1995
- The Rutherford Morrison Lecture, Newcastle University, England 1998
- The Queen Ingrid of Denmark Honorary Lecture, Denmark, Åbenrå, 1998
- The Bengt Ihre Oration, université de Linköping, Suède, 1998
- The Annual Health Care Lecture, British Society of Anaesthetists, Londres, 1999
- The Annual Pain Lecture, British Pain Society, Edinburgh, England 1999
- The Bruce Scott Lecture, European Society of Regional Anaesthesia, Cambridge, England 2001
- The Carl Koller Lecture, European Society of Regional Anaesthesia, Malte, 2003
- The Michael Cousins Lecture, Australian & New Zealand Anaesthesia Society, Hobart, Australie, 2003
- The Thomas G Williams Lecture, Canadian Surgical Society, Ottawa, Canada, 2004
- The Ron Needs Lecture, Toronto University, Canada, 2004
- The Labat Lecture, American Society of Regional Anesthesia, Toronto, Canada, 2005
- The Litchfield Lecture, Oxford University, England 2005
- The Rupert B Turnbull Memorial Oration, Cleveland Clinic, Cleveland, US 2005
- The Theodor Kocher Lecture, Berne University, Suisse, 2005
- The Harry E Bacon Lecture, American Society of Colon and Rectal Surgeons, Seattle, US 2006
- The International Surgery Lecture, American College of Surgeons, Chicago, US 2006
- The Nicoll Lecture, International Association for Ambulatory Surgery, Amsterdam, Holland 2007
- The British Journal of Surgery Lecture, Society of Academic Surgeons, Birmingham, England 2008
- The Annual Lecture of the American Society of Ambulatory Anesthesia, Miami US 2008
- The British Journal of Surgery lecture, German Surgical Society, Munich, Germany 2009
- The Honorary Lecture, Scandinavian Society of Gastroenterology, Stavanger, Norway 2009
- The Ron Needs Lecture, Toronto University, Canada 2009
- The Astley Cooper Oration. British Hernia Society, Bournemouth, UK 2009
- The Simpson Memorial Lecture. Royal College of Surgeons, Edinburgh, Scotland 2010
- The Henry Starling Lecture, University College of London, UK 2010
- The Eigil Amundsen Honorary Lecture, Oslo University, Norvège, 2010
- The European Society of Regional Anaesthesia Distinguished Award, Alicante, Spain 2010
- The Gelman-Zinner Lecture, Brigham and Women’s Hospital, Harvard University Boston, US 2011
- The Wesley Bourne Lecture, McGill University, Montreal, Canada, 2011
- The Prithvi Raj Honorary Lecture, World Institute Pain, Miami, US 2012
- The Jacques Perissat Lecture, European Association for Endoscopic Surgery, Bruxelles, 2012
- Danish Society of Anaesthesiology Honorary Award 1980
- N.C.Nielsen’s Surgical Award, Denmark 1983
- Geert Espersen and Wife’s Honorary Award, Denmark 1989
- The William Nielsen Foundation Honorary Award, Denmark 1994
- The Novo-Nordic Award, Denmark 1996
- The August Krogh Award, Denmark 2000
- The Lippmann Award, Denmark, 2005
- The Gimbernat Prize, Catalan Surgical Society, Barcelone, 2007
- The Fritz-Erler Award, Erlangen University, Germany 2009
- The Kirsten and Freddy Johansen’s Clinical Research Prize, Copenhagen University, Denmark 2011